# Braunwurzen
Die Braunwurzen (Scrophularia) sind eine Pflanzengattung in der Familie der Braunwurzgewächse (Scrophulariaceae).

## Beschreibung

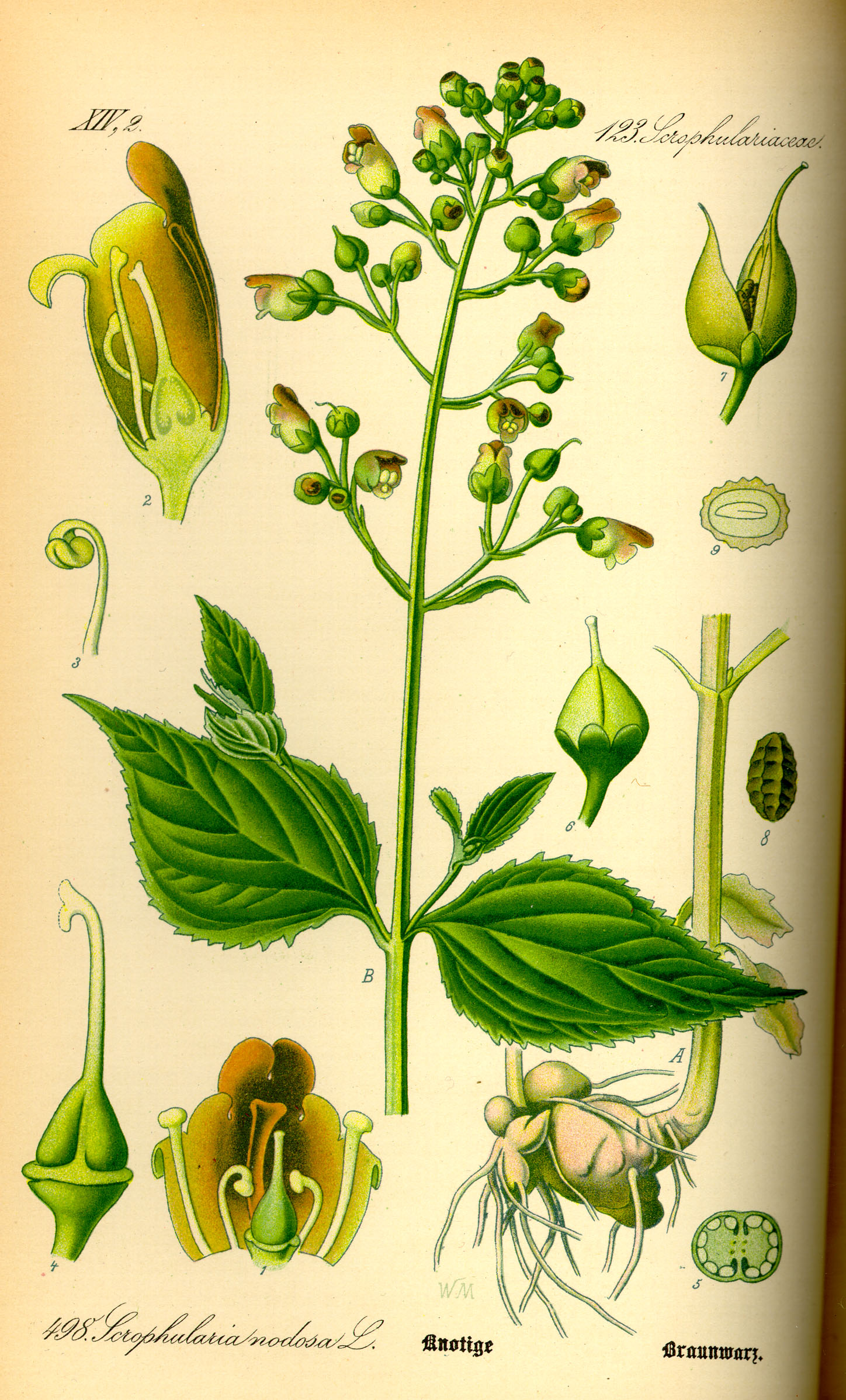
Illustration der Knotigen Braunwurz (Scrophularia nodosa)

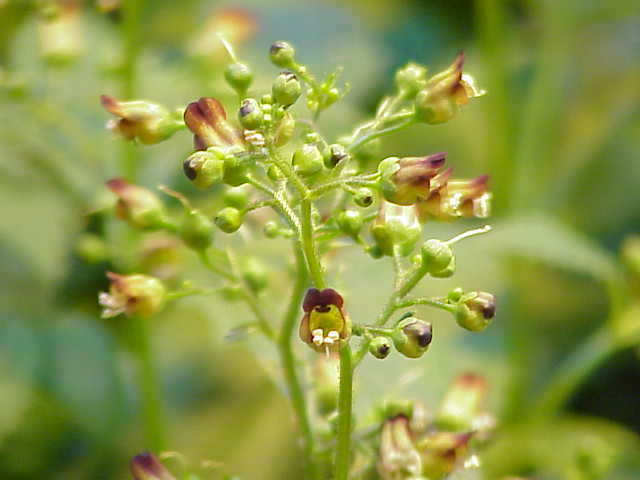
Blütenstand der Knotigen Braunwurz (Scrophularia nodosa)

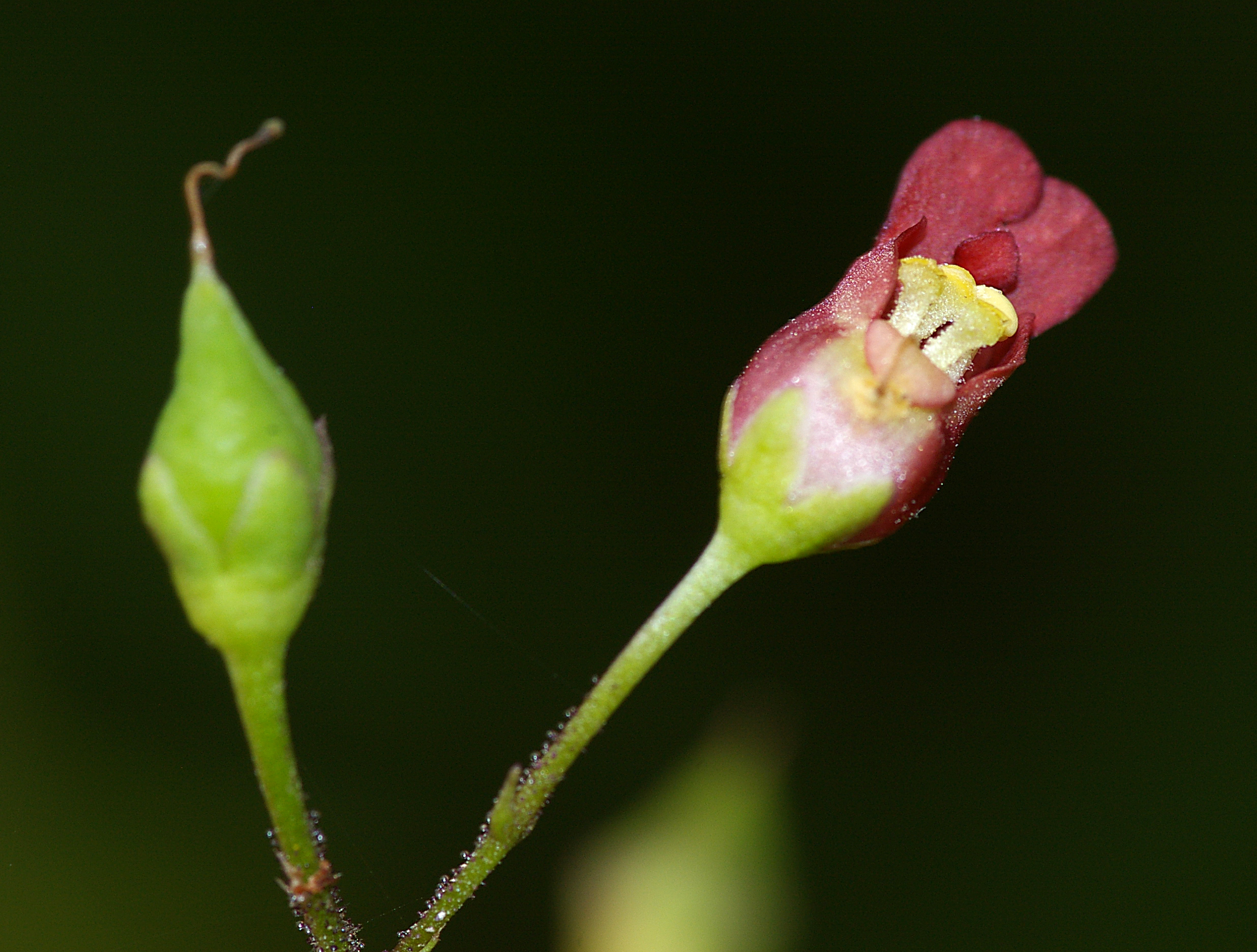
Blüte im Detail von Scrophularia californica

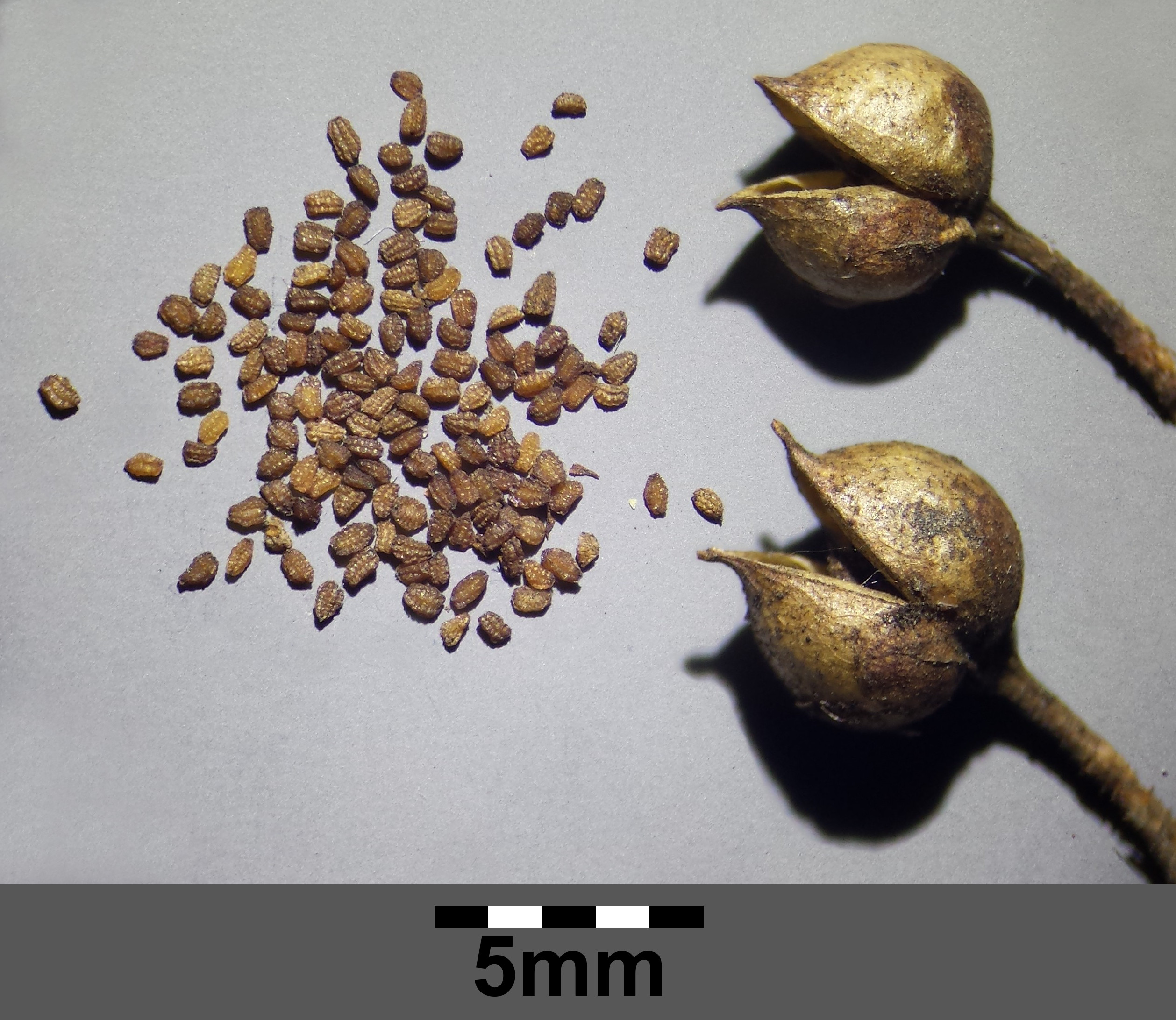
Kapselfrüchte und Samen der Geflügelten Braunwurz (Scrophularia umbrosa)

Man teilt die Gattung Scrophularia grob in zwei Gruppen. Die eine Gruppe enthält zweijährige oder ausdauernde krautigen Pflanzen, deren Stängel am Grunde höchstens wenig verzweigt sind und nicht verholzen. Die von der Mittelrippe des Blattes weggehenden Seitenadern sind durch Seitenadern zweiter Ordnung miteinander verbunden, so dass eine netzartige Aderung entsteht. Die stets polyploiden Vertreter dieser Gruppe findet man vor allem in den gemäßigten Breiten der Nordhalbkugel.
Bei der anderen, hauptsächlich im Himalaya beheimateten Gruppe sind die Seitenadern der Laubblätter dagegen unverzweigt. Die Stängel der Pflanzenarten dieser Gruppe verholzen am Grunde, im Boden, und sind oft stark verzweigt. Diese Arten sind stets diploid. Einige sind Halbsträucher.
Der Stängel ist viereckig, bei vielen Arten auch geflügelt. Die Laubblätter sind gegenständig, bei einigen Arten im obersten Teil der Pflanzen auch wechselständig. In der Regel sind die Blattspreiten ungefähr dreieckig und gesägt oder gekerbt.

### Blütenstände und Blüten
Die rispigen, traubigen, zymösen oder auch knäueligen Blütenstände stehen meist am Ende der Stängel, können aber auch in den Blattachseln stehen.
Die eher unscheinbaren Blüten sind zygomorph und meist fünfzählig. Die fünf Kelchblätter sind nur an ihrer Basis verwachsen. Die fünf bräunlichen bis schmutzig roten Kronblätter sind röhrig verwachsen. Die kurze und breite, am Grunde auch grünliche  Kronröhre endet deutlich zweilippig. Die Unterlippe ist in drei kurze Lappen geteilt, von denen zwei aufrecht an der Seite stehen, während der mittlere Lappen gerade nach vorne gerichtet ist. Die längere Oberlippe ist in zwei rundliche Lappen geteilt. Es sind vier fertile Staubblätter vorhanden. Es ist je Blüte ein schuppenartiges Staminodium vorhanden oder selten fehlt es. Es ist ein Diskus vorhanden. Der ist meist mindestens so lang wie der Fruchtknoten; nur bei Scrophularia urticifolia ist er kürzer. Die meist relativ kleinen Narben sind kopfig bis zweilappig.

### Früchte und Samen
Die Kapselfrüchte enthalten viele Samen.

## Vorkommen
Die Braunwurz-Arten findet man auf der ganzen Nordhalbkugel in den gemäßigten Breiten bis ins südliche Asien. Diversitätszentrum (Zentrum der Artenvielfalt) ist der Himalaya. In Europa und Nordamerika findet man nur einen kleinen Teil der Arten.
Während die diploiden Sippen trockene Standorte bevorzugen, findet man die außerhalb des Himalayas wachsenden polyploiden Arten oft in lichten Wäldern, in Gebüschen oder in mehr oder weniger feuchten Staudenfluren.
In Mitteleuropa findet man folgende Arten: Wasser-Braunwurz (Scrophularia auriculata), Hunds-Braunwurz (Scrophularia canina), Hoppes Braunwurz oder Alpen-Hunds-Braunwurz, Alpen-Braunwurz (Scrophularia juratensis), Knotige Braunwurz oder Gewöhnliche Braunwurz (Scrophularia nodosa), Drüsige Braunwurz oder Scopoli-Braunwurz (Scrophularia scopolii), Geflügelte Braunwurz (Scrophularia umbrosa), Frühlings-Braunwurz (Scrophularia vernalis).

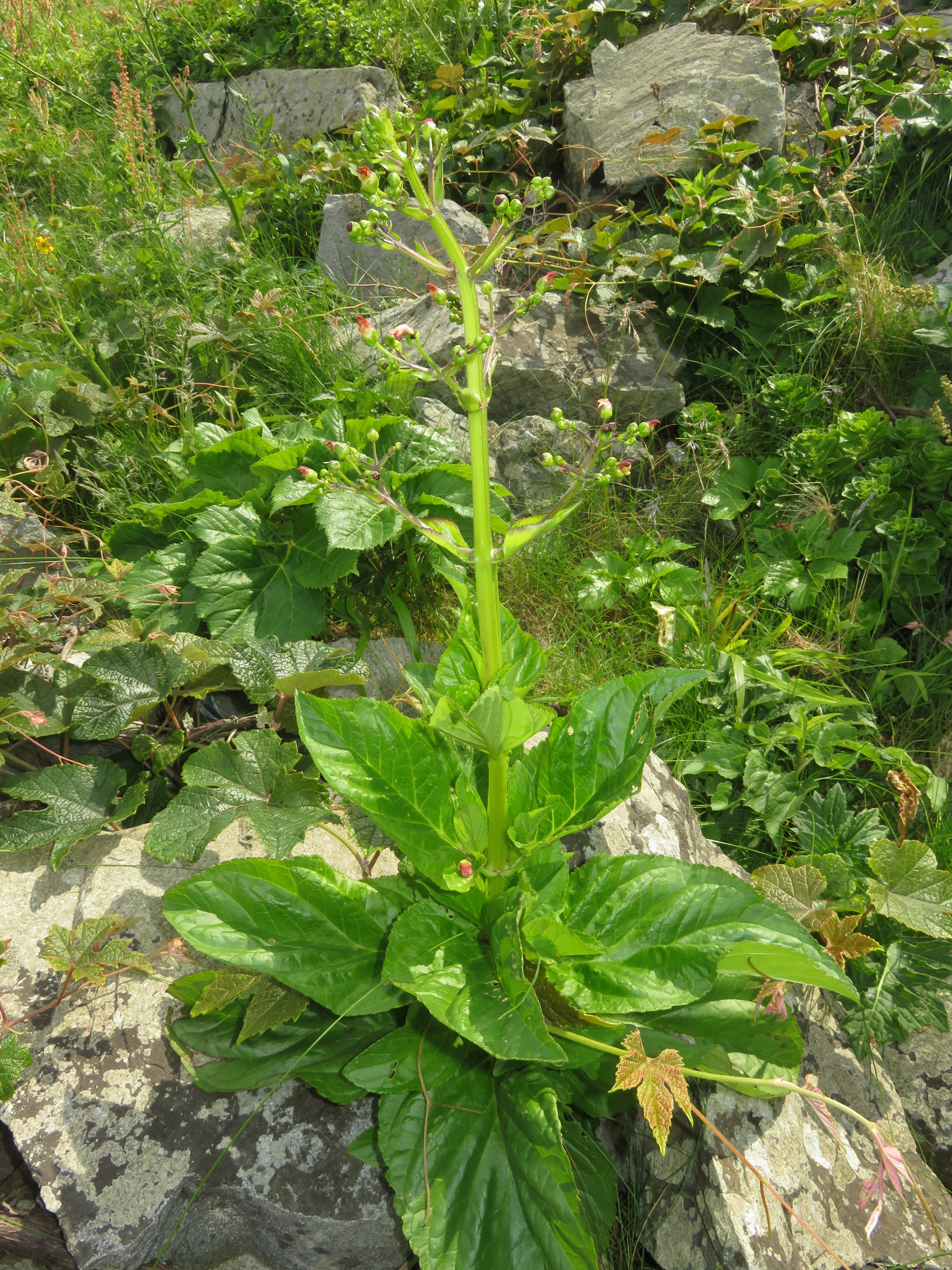
Habitus von Scrophularia alata

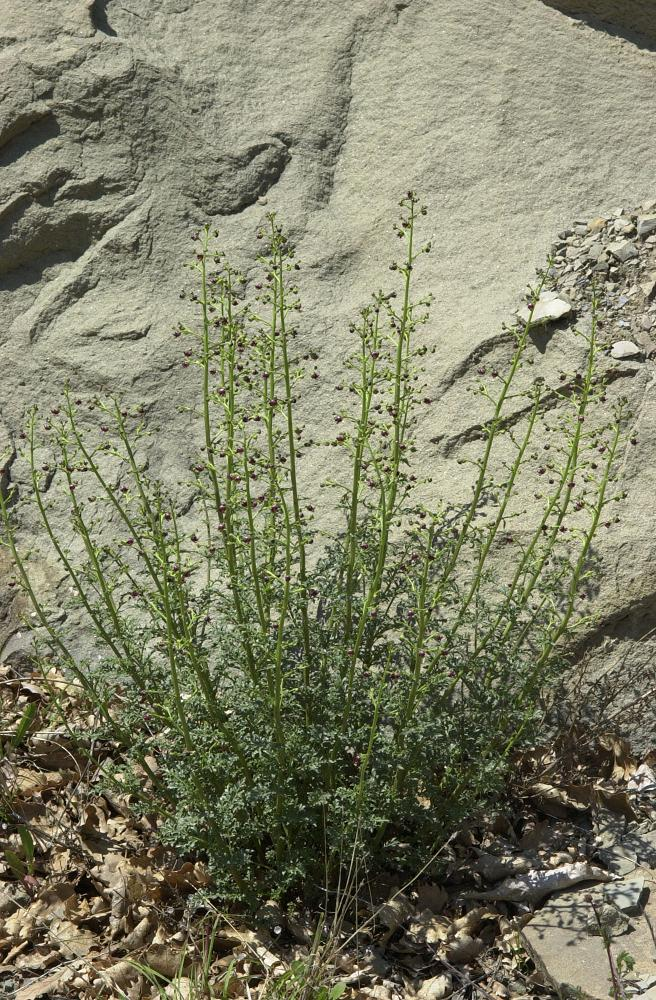
Habitus der Hunds-Braunwurz (Scrophularia canina)

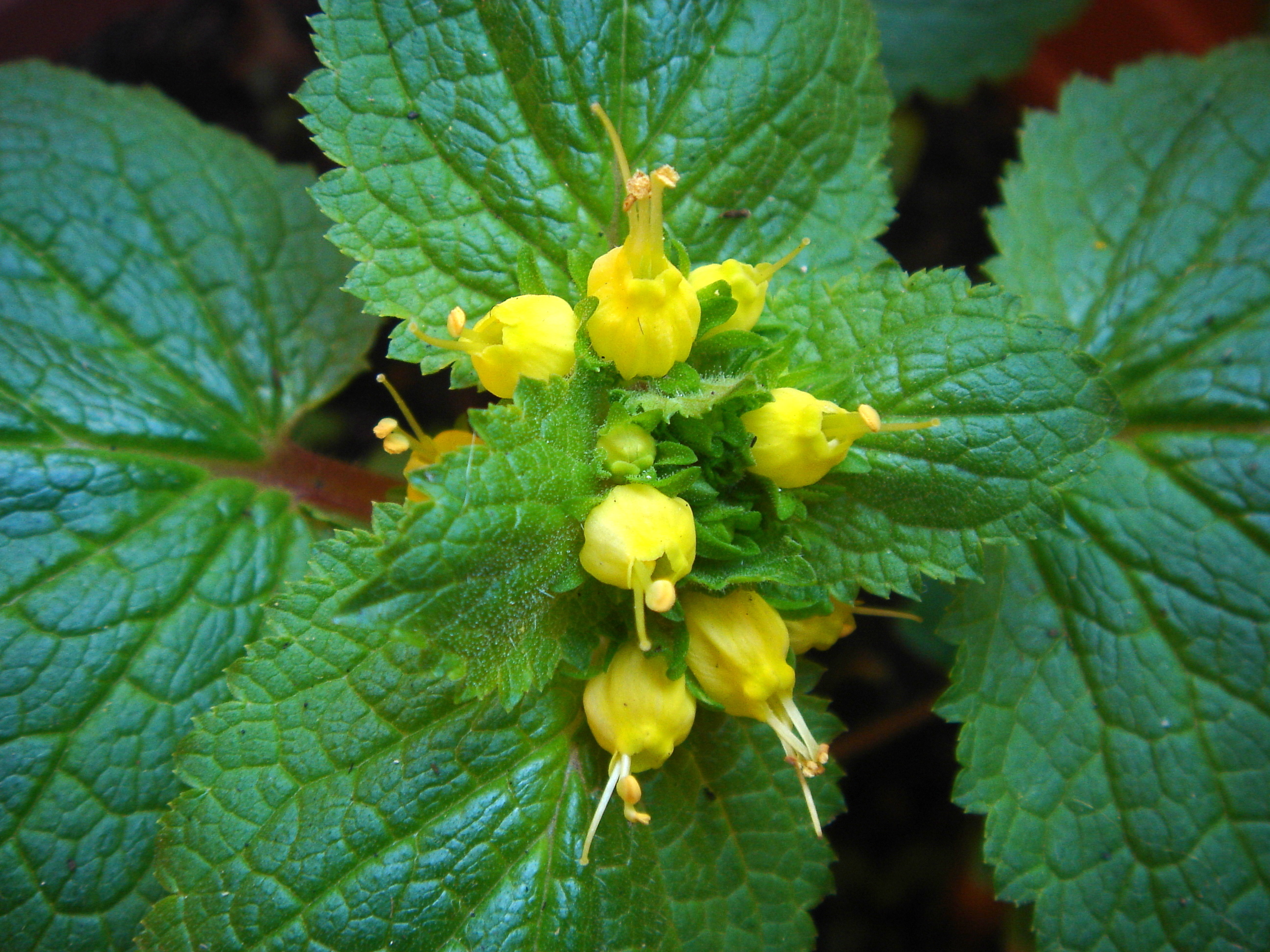
Gelbblütige Braunwurz (Scrophularia chrysantha)

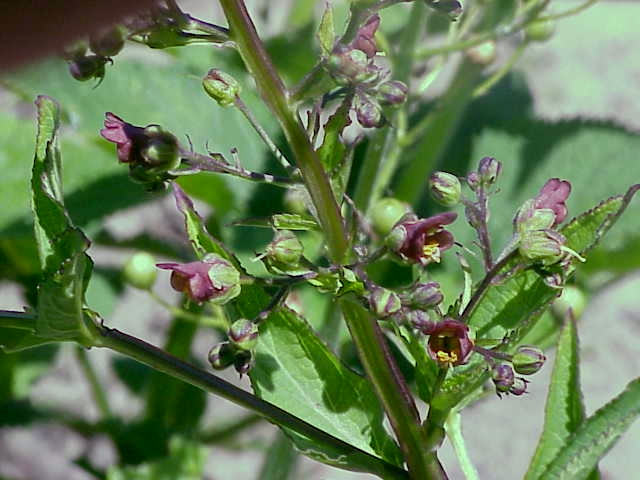
Geflügelte Braunwurz (Scrophularia umbrosa)

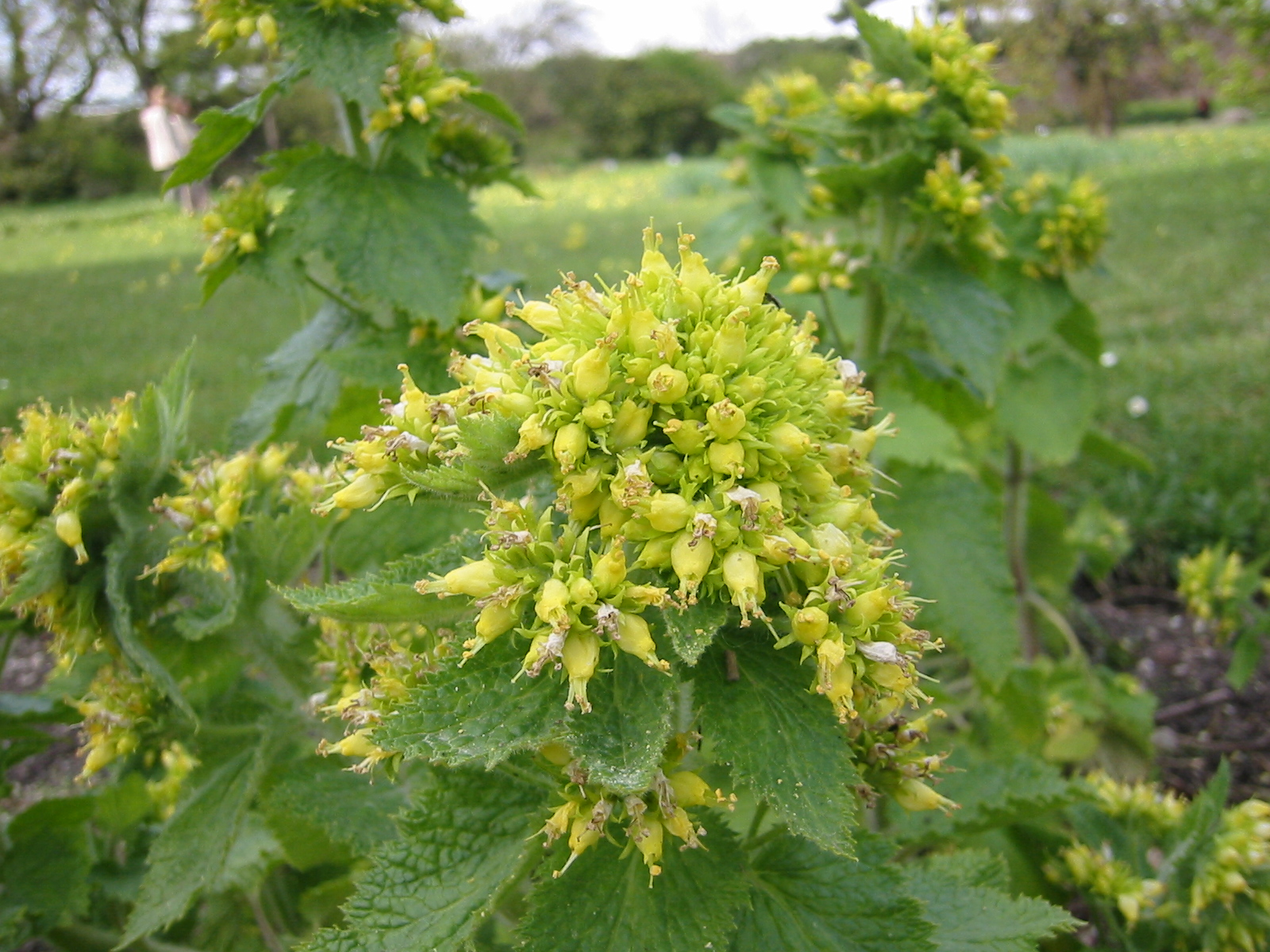
Frühlings-Braunwurz (Scrophularia vernalis)

## Systematik
Die Gattung Scrophularia wurde durch Carl von Linné aufgestellt. Als Lektotypusart wurde 1913 Scrophularia nodosa L. durch Nathaniel Lord Britton und Addison Brown in An Illustrated Flora of the Northern United States, 2. Auflage, 3, Seite 179 festgelegt.
Die Braunwurz wurde früher als Mittel gegen die Scrophula, eine Form der Tuberkulose verwendet;
daher hat die Gattung ihren wissenschaftlichen Namen Scrophularia.
Je nach Auffassung enthält die Gattung Braunwurzen (Scrophularia) zwischen 120 und mehr als 300 Arten (Auswahl):
- Scrophularia aequilabris P.C.Tsoong: Sie gedeiht in Wäldern in Höhenlagen von 3300 bis 3900 Metern im westlichen Sichuan.[1]
- Scrophularia aestivalis Griseb. (Syn.: Scrophularia autumnalis Formánek, Scrophularia silvatica Boiss. & Heldr.): Sie kommt in Serbien, Albanien, Bulgarien und Griechenland vor.[3]
- Scrophularia alaschanica Batalin: Sie gedeiht in Höhenlagen von 2200 bis 2500 Metern nur in der chinesischen Provinz Ningxia.[1]
- Scrophularia alata A.Gray (Syn.: Scrophularia grayana Maxim. ex Kom.): Sie kommt in Korea, in Russlands Fernen Osten in der Region Primorje, auf Sachalin sowie auf den Kurilen und auf den japanischen Inseln Hokkaido sowie Honshu vor.[4]
- Scrophularia alpestris Benth. (Syn.: Scrophularia oblongifolia Merino): Sie kommt in Spanien und Frankreich vor.[3]
- Scrophularia amana Lall: Sie kommt im asiatischen Teil der Türkei vor.[3]
- Scrophularia amplexicaulis Benth.: Sie kommt in Armenien und in der Türkei vor.[3]
- Scrophularia arguta Aiton: Sie kommt in Marokko, Algerien, Tunesien, Libyen, Ägypten, Spanien, auf den Kanarischen Inseln und auf Selvagens vor.[3]
- Scrophularia atropatana Grossh.: Sie kommt in Armenien vor.[3]
- Wasser-Braunwurz (Scrophularia auriculata L.): Sie kommt in Marokko, Algerien, Tunesien, auf den Kanaren und Azoren, in Portugal, Spanien, Frankreich, Italien, in Großbritannien, Irland, Belgien, in den Niederlanden, Deutschland, in der Schweiz und in Kreta vor.[4]
- Scrophularia benthamiana Boiss.: Sie kommt in Armenien vor.[3]
- Scrophularia bitlisica Lall: Sie kommt im asiatischen Teil der Türkei vor.[3]
- Hunds-Braunwurz (Scrophularia canina L.)
- Gelbblütige Braunwurz oder Mohnbrötchenblume (Scrophularia chrysantha Jaub. & Spach): Sie kommt ursprünglich in der Türkei und in Armenien vor.[3]
- Strauchige Braunwurz (Scrophularia frutescens L.): Sie wird auch als Unterart Scrophularia canina subsp. frutescens (L.) O.Bolòs & Vigo zu Scrophularia canina gestellt.[3]
- Scrophularia heterophylla Willd.: Sie kommt auf der Balkanhalbinsel, in Rumänien, Bulgarien, in der Ukraine, in der Türkei, in der Ägäis und auf der Sinaihalbinsel vor.[3]
- Hoppes Braunwurz oder Alpen-Hunds-Braunwurz, Alpen-Braunwurz (Scrophularia juratensis Schleicher)
- Scrophularia lucida L.: Sie kommt in Frankreich, Italien, Griechenland, Syrien, in der Türkei, im Kaukasusraum und in Saudi-Arabien vor.[4]
- Knotige Braunwurz oder Gewöhnliche Braunwurz (Scrophularia nodosa L.), die in Mitteleuropa häufigste Art.
- Fremde Braunwurz (Scrophularia peregrina L.): Sie kommt in Portugal, Spanien, Frankreich, Italien, in Sardinien, Sizilien, Malta und Korsika, in Tunesien, Libyen, auf der Balkanhalbinsel, in der Türkei, Ägäis, Syrien, im Libanon und in Zypern vor.[3]
- Scrophularia ramosissima Loisel.: Sie kommt in Marokko, Tunesien, auf den Balearen, in Frankreich, Korsika, Sardinien, Sizilien und in Albanien vor.[3]
- Drüsige Braunwurz oder Scopoli-Braunwurz (Scrophularia scopolii Hoppe): Sie kommt in Österreich, Polen, Tschechien, in der Slowakei, Ungarn, Italien, Slowenien, Serbien, Kroatien, Albanien, Bulgarien, Griechenland, Rumänien, Moldawien, in der Ukraine, in der Türkei, Syrien, Libanon, Irak, Iran und im Kaukasusraum vor.[4]
- Dreiblättrige Braunwurz (Scrophularia trifoliata L.): Sie kommt in Italien, Sardinien und in Korsika vor.[3]
- Geflügelte Braunwurz (Scrophularia umbrosa Dumort.): Mit den Unterarten:
  - Gewöhnliche Flügel-Braunwurz (Scrophularia umbrosa Dumort. subsp. umbrosa)
  - Gekerbte Flügel-Braunwurz (Scrophularia umbrosa subsp. neesii (Wirtgen) E. Mayer)
- Frühlings-Braunwurz (Scrophularia vernalis L.)